# Federico Cattani Amadori

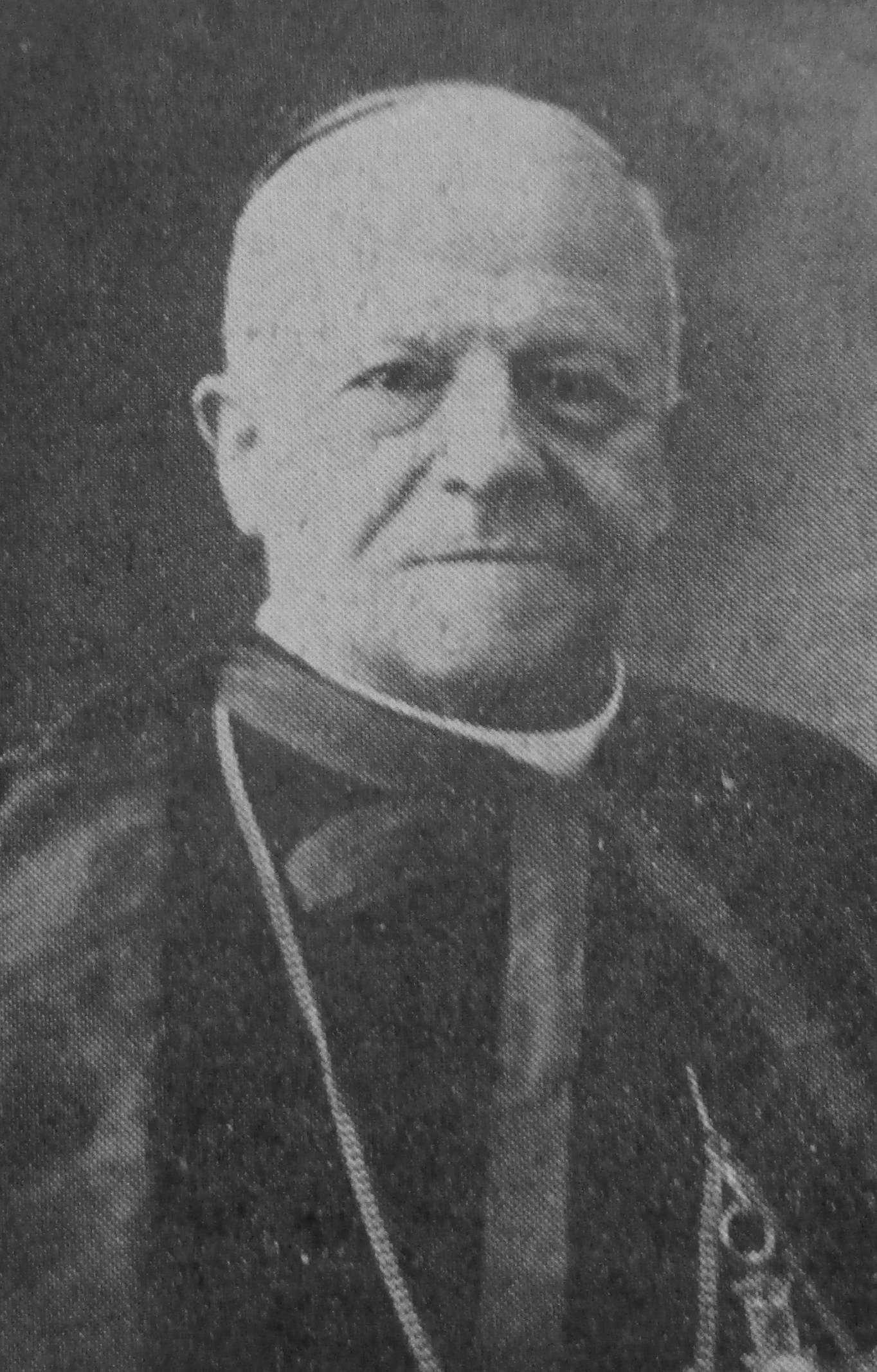
Federico Kardinal Cattani (1939)

Wappen von Federico Cattani Amadori

Federico Kardinal Cattani Amadori  (* 17. April 1856 in Marradi, Italien; † 11. April 1943 in Rom) war ein italienischer Kurienkardinal der römisch-katholischen Kirche.

## Leben
Federico Cattani Amadori besuchte das Seminar in Modigliana und studierte in Rom Katholische Theologie und Philosophie. Er empfing am 5. Oktober 1879 das Sakrament der Priesterweihe und arbeitete anschließend neun Jahre lang als Gemeindeseelsorger. Von 1888 bis 1906 leitete er als Generalvikar die Verwaltung des Bistums Modigliana. Von 1906 bis 1909 wirkte er als Apostolischer Visitator in Marsica. Anschließend wurde er Päpstlicher Hausprälat und Sekretär einer Kardinalskommission zur Regelung von Kompetenzfragen der einzelnen Kongregationen. 1924 übernahm er die Aufgabe des Sekretärs beim Obersten Gerichtshof der Apostolischen Signatur. 1926 wurde er zum Apostolischen Protonotar ernannt. 1935 nahm ihn Papst Pius XI. als Kardinaldiakon mit der Titeldiakonie Santa Maria in Aquiro in das Kardinalskollegium auf.
Federico Cattani Amadori starb am 11. April 1943 in Rom und wurde in der Pfarrkirche von Marradi beigesetzt.